# Fußball-Landesliga Bayern
Die Landesliga Bayern ist die sechsthöchste Spielklasse im deutschen Männerfußball und steht unter der Obhut des Bayerischen Fußball-Verbandes (BFV).

## Geschichte
Die Bayernliga hieß in ihren ersten fünf Spielzeiten (1945 bis 1950) Landesliga Bayern und war die zweithöchste Spielklasse.
Die jetzige Landesliga war seit ihrer Bildung als vierte Spielklasse 1963/64 (Gründung der Bundesliga) bis 2011/12 in die Staffeln Nord, Mitte und Süd eingeteilt. Ab 1994/95 war sie fünftklassig (Wiedereinführung der Regionalligen), mit der Saison 2008/09 sechstklassig (Einführung der 3. Liga). Bis 2010/11 qualifizierte sich aus den drei Staffeln jeweils der Meister für die Bayernliga. Die drei zweitplatzierten Vereine ermittelten in einer Relegationsrunde mit dem Viertletzten der Bayernliga den letzten Teilnehmer. Den Unterbau der Landesliga bildete von 1988/89 bis 2011/12 die Bezirksoberliga, welche in sieben Staffeln (für jeden bayerischen Regierungsbezirk) eingeteilt war.
Seit der Saison 2012/13 ist die Landesliga in fünf regionale Gruppen Nordwest, Nordost, Mitte, Südwest und Südost gegliedert und stellt die sechsthöchste Spielklasse dar. Den Unterbau bilden 15 Staffeln der Bezirksliga, die Bezirksoberligen wurden gestrichen.
Im Jahr 2020 gab es wegen der COVID-19-Pandemie keinen Saisonabschluss, die Spielzeit wurde verlängert und erstreckte sich somit über die Jahre 2019 bis 2021.

## Staffeleinteilung der Saison 2025/26
In der Saison 2025/26 nehmen folgende Mannschaften am Spielbetrieb teil:

### Staffel Nordwest
SV Vatan Spor Aschaffenburg, TuS Aschaffenburg-Leider, TSV Abtswind, DJK Don Bosco Bamberg, DJK Dampfach, TSV Eisingen ,TuS Frammersbach, 1. FC 1928 Fuchsstadt, TSV Großbardorf, SV Alemannia Haibach, DJK Hain, TSV Karlburg, 1. FC 06 Bad Kissingen, 1. FC Lichtenfels, TSV Mönchröden, ASV Rimpar, DJK Schwebenried/Schwemmelsbach, FT Schweinfurt

### Staffel Nordost
DJK Ammerthal, SV Buckenhofen, FSV Erlangen-Bruck, 1. SC Feucht, SpVgg Jahn Forchheim, SG Quelle Fürth, SV Gutenstetten-Steinachgrund, SV Lauterhofen, SpVgg Mögeldorf 2000, FC Eintracht Münchberg, TSC Neuendettelsau, TSV Nürnberg-Buch, FC Vorwärts Röslau, SC 04 Schwabach, SV Unterreichenbach, ASV Weisendorf, TSV 1860 Weißenburg, TSV Windeck 1861 Burgebrach

### Staffel Mitte
TSV Bad Abbach, 1. FC Bad Kötzting, TSV Bogen, ASV Burglengenfeld, FC Dingolfing, SSV Eggenfelden, SV Etzenricht, SpVgg Lam, SpVgg Landshut, SC Luhe-Wildenau, 1. FC Passau, FC Kosova Regensburg, TB 03 Roding, SV Schwandorf-Ettmannsdorf, TSV Seebach, FC Tegernheim, FC Teisbach, DJK Vornbach

### Staffel Südwest
TSV Aindling, SV Cosmos Aystetten, TSV Dachau 1865, VfB Durach, FC Ehekirchen, TSV Hollenbach,  FV Illertissen II, TSV Jetzendorf, FC Kempten, SV Manching, FC Memmingen II, SSV Niedersonthofen, SC Oberweikertshofen, FSV Pfaffenhofen, TSV 1896 Rain, TSV Schwabmünchen, 1. FC Sonthofen, FC Stätzling

### Staffel Südost
SV Aubing, SV Dornach,  ESV Freilassing, 1. FC Garmisch-Partenkirchen, TSV Grünwald, VfB Hallbergmoos, Eintracht Karlsfeld, TSV Kastl, Kirchheimer SC, SVN München, FC Wacker München, TSV Murnau, TSV 1860 Rosenheim, FC Schwabing 56,  SB Chiemgau Traunstein, FC Unterföhring, SpVgg Unterhaching II, TSV 1880 Wasserburg

## Meister der dreigleisigen Landesliga (bis 2012)

### Staffel Nord
- 1964 FV Würzburg 04
- 1965 1. FC Bayreuth
- 1966 SpVgg Hof
- 1967 VfB Coburg
- 1968 FC Münchberg
- 1969 1. FC Bayreuth
- 1970 FV Würzburg 04
- 1971 FC Kronach 08
- 1972 1. FC Bayreuth
- 1973 VfB Coburg
- 1974 ATS Kulmbach
- 1975 1. FC Bamberg
- 1976 1. FC Haßfurt
- 1977 TSV Trebgast
- 1978 TSV Hirschaid
- 1979 VfB Helmbrechts
- 1980 VfL Frohnlach
- 1981 1. FC Bamberg
- 1982 VfB Coburg
- 1983 FC Bayern Hof
- 1984 1. FC Schweinfurt 05
- 1985 SV Heidingsfeld
- 1986 1. FC Schweinfurt 05
- 1987 FC Kronach 08
- 1988 FC Bayern Hof
- 1989 VfB Helmbrechts
- 1990 Würzburger Kickers
- 1991 SC 08 Bamberg
- 1992 VfL Frohnlach
- 1993 VfB Helmbrechts
- 1994 FC Bayern Hof
- 1995 SC Weismain
- 1996 SpVgg Stegaurach
- 1997 Würzburger Kickers
- 1998 SpVgg Bayreuth
- 1999 Würzburger FV
- 2000 1. FC Sand
- 2001 SpVgg Bayreuth
- 2002 TSV Gerbrunn
- 2003 Würzburger FV
- 2004 VfL Frohnlach
- 2005 Würzburger FV
- 2006 FC Bayern Hof
- 2007 1. FC Schweinfurt 05
- 2008 VfL Frohnlach
- 2009 SV Memmelsdorf/Ofr.
- 2010 Würzburger FV
- 2011 VfL Frohnlach
- 2012 Würzburger Kickers

### Staffel Mitte
- 1964 SpVgg Weiden
- 1965 1. FC Nürnberg Amateure
- 1966 SSV Jahn Regensburg
- 1967 ESV Nürnberg-West Fürth
- 1968 1. FC Passau
- 1969 SpVgg Vohenstrauß
- 1970 1. FC Herzogenaurach
- 1971 ASV Neumarkt
- 1972 ASV Herzogenaurach
- 1973 TSV Roth
- 1974 ASV Neumarkt
- 1975 1. FC Amberg
- 1976 SpVgg Plattling
- 1977 1. FC Herzogenaurach
- 1978 FC Vilshofen
- 1979 1. FC Herzogenaurach
- 1980 1. FC Nürnberg Amateure
- 1981 FC Vilshofen
- 1982 TSV Straubing
- 1983 SSV Jahn Regensburg
- 1984 1. FC Nürnberg Amateure
- 1985 SpVgg Weiden
- 1986 1. FC Amberg
- 1987 TSV Vestenbergsgreuth
- 1988 SpVgg Weiden
- 1989 SpVgg Plattling
- 1990 SSV Jahn Regensburg
- 1991 SpVgg Fürth
- 1992 1. FC Passau
- 1993 SpVgg Plattling
- 1994 SpVgg Jahn Forchheim
- 1995 SG Quelle Fürth
- 1996 SG Post/Süd Regensburg
- 1997 1. SC Feucht
- 1998 SC 04 Schwabach
- 1999 SSV Jahn Regensburg
- 2000 ASV Neumarkt
- 2001 SpVgg Greuther Fürth Amateure
- 2002 SG Post/Süd Regensburg
- 2003 SpVgg Landshut
- 2004 1. FC Kötzting
- 2005 SG Quelle Fürth
- 2006 SpVgg Weiden
- 2007 SpVgg Ansbach 09
- 2008 FSV Erlangen-Bruck
- 2009 SV Schalding-Heining
- 2010 Freier TuS Regensburg
- 2011 SC Eltersdorf
- 2012 SpVgg Landshut

### Staffel Süd
- 1964 TSG Augsburg 85
- 1965 SpVgg Kaufbeuren
- 1966 MTV Ingolstadt
- 1967 FC Bayern München Amateure
- 1968 SpVgg Kaufbeuren
- 1969 MTV Ingolstadt
- 1970 FC Memmingen
- 1971 SC Fürstenfeldbruck
- 1972 BSC Sendling
- 1973 FC Bayern München Amateure
- 1974 SpVgg Kaufbeuren
- 1975 VfR Neuburg/Donau
- 1976 TSV 1860 Rosenheim
- 1977 MTV Ingolstadt
- 1978 SB DJK Rosenheim
- 1979 TSV Ampfing
- 1980 SC Fürstenfeldbruck
- 1981 SpVgg Unterhaching
- 1982 FC Wacker München
- 1983 TSV Eching
- 1984 ESV Ingolstadt
- 1985 SC Fürstenfeldbruck
- 1986 TSV Großhadern
- 1987 FC Wacker München
- 1988 SV Türk Gücü München
- 1989 SpVgg Starnberg
- 1990 TSV Eching
- 1991 TSV Schwaben Augsburg
- 1992 SpVgg Starnberg
- 1993 Wacker Burghausen
- 1994 SV Türk Gücü München
- 1995 TSV 1860 Rosenheim
- 1996 TSV 1860 München Amateure
- 1997 TSV 1860 Rosenheim
- 1998 TSV Schwaben Augsburg
- 1999 FC Kempten
- 2000 FC Ismaning
- 2001 FC Falke Markt Schwaben
- 2002 SC Fürstenfeldbruck
- 2003 FC Memmingen
- 2004 BCF Wolfratshausen
- 2005 Wacker Burghausen II
- 2006 SV Heimstetten
- 2007 FC Kempten
- 2008 TSV Buchbach
- 2009 TSV 1860 Rosenheim
- 2010 SV Heimstetten
- 2011 SB DJK Rosenheim
- 2012 Wacker Burghausen II

## Meister der fünfgleisigen Landesliga (seit 2012)

### Staffel Nordwest
- 2013 SV Erlenbach
- 2014 SpVgg Ansbach 09
- 2015 DJK Don Bosco Bamberg
- 2016 SpVgg Ansbach 09
- 2017 1. FC Schweinfurt 05 II
- 2018 TSV Abtswind
- 2019 TSV Karlburg
- 2020 kein Meister 1
- 2021 SV Vatan Spor Aschaffenburg
- 2022 1. FC Geesdorf
- 2023 FC Coburg
- 2024 TSV Karlburg
- 2025 FC Coburg

### Staffel Nordost
- 2013 SpVgg SV Weiden
- 2014 TSV Neudrossenfeld
- 2015 1. SC Feucht
- 2016 ASV Neumarkt
- 2017 TSV Kornburg
- 2018 ATSV Erlangen
- 2019 FC Eintracht Bamberg
- 2020 kein Meister 1
- 2021 1. SC Feucht
- 2022 TSV Kornburg
- 2023 TSV Neudrossenfeld
- 2024 FC Eintracht Münchberg
- 2025 SC Großschwarzenlohe

### Staffel Mitte
- 2013 TSV Bogen
- 2014 1. FC Bad Kötzting
- 2015 SpVgg Ruhmannsfelden
- 2016 DJK Ammerthal
- 2017 DJK Gebenbach
- 2018 SSV Jahn Regensburg II
- 2019 SV Donaustauf
- 2020 kein Meister 1
- 2021 ASV Neumarkt
- 2022 SpVgg SV Weiden
- 2023 SV Fortuna Regensburg
- 2024 SpVgg SV Weiden
- 2025 FC Sturm Hauzenberg

### Staffel Südwest
- 2013 FC Pipinsried
- 2014 TSV Landsberg
- 2015 TSV 1874 Kottern
- 2016 FC Gundelfingen
- 2017 TSV Schwaben Augsburg
- 2018 TSV 1861 Nördlingen
- 2019 TSV Landsberg
- 2020 kein Meister 1
- 2021 FC Gundelfingen
- 2022 TSV 1861 Nördlingen
- 2023 1. FC Sonthofen
- 2024 SpVgg Unterhaching II
- 2025 FC Gundelfingen

### Staffel Südost
- 2013 SV Pullach
- 2014 TSV Dachau 1865
- 2015 SV Kirchanschöring
- 2016 FC Ismaning
- 2017 TuS Holzkirchen
- 2018 SV Türkgücü-Ataspor München
- 2019 TSV 1880 Wasserburg
- 2020 kein Meister 1
- 2021 VfB Hallbergmoos
- 2022 SV Erlbach
- 2023 Kirchheimer SC
- 2024 TSV Grünwald
- 2025 FC Schwaig